# Sangõ
Sangõ är en ö i utanför Estlands sydvästkust. Den ligger i Kynö kommun i landskapet Pärnumaa, 7 km nordväst om Kynö och 150 km söder om huvudstaden Tallinn. Öns storlek är 0,05 kvadratkilometer.